# 馮家邦
馮家邦（1903年—？年），字定一，四川省忠縣人，民國卅七年（1948年），當選四川省第六選區立法委員。

## 經歷[2]
- 忠縣縣中畢業

- 北平朝陽大學肄業

- 黃埔軍校三期步科畢業

- 留日成城學校軍事班肄業

- 民國十九年（1930年）11月3日加入中國國民黨（黨證：特字1819號）

- 南京中央軍校教育連畢業

- 中央訓練團黨政班十四期畢業

- 中央軍校四五期入伍生少尉排長、八九期入伍生少校排長

- 國民革命軍第二十一軍政治部上校，駐京代表

- 國民革命軍第二十二軍軍部少將警衛司令

- 中央黨部國民革命軍新十一師少將黨務特派員

- 國民革命軍第四十一師政訓處上校處長

- 國民革命軍第四十七軍（李家鈺部）政治部少將主任

- 第四戰區政治部少將副主任

- 重慶市衛戍司令部政治部少將副主任

- 首都衛戍司令部政治部少將副主任

- 西昌警備司令部新聞處處長，政工室主任[3]

- 中國人民解放軍進入成都前夕，馮家邦和友人魏廷鶴，各準備一件和尚衣，說要出家當和尚。他倆先到彭縣，後又向茂汶方向出走，後下落不明[4]

## 立法院會期
- 第１屆第１會期: 社會委員會
- 第１屆第１會期: 法制委員會
- 第１屆第１會期: 國防委員會